# Nashville (Carolina del Nord)
Nashville és una població dels Estats Units i seu del comtat de Nash a l'estat de Carolina del Nord. Segons el cens del 2008 tenia 4.538 habitants.

## Demografia
Segons el cens del 2000, Nashville tenia 4.309 habitants, 1.629 habitatges i 1.124 famílies. La densitat de població era de 550,9 habitants per km².
Dels 1.629 habitatges en un 32,5% hi vivien nens de menys de 18 anys, en un 48,4% hi vivien parelles casades, en un 16,7% dones solteres, i en un 31% no eren unitats familiars. En el 28,4% dels habitatges hi vivien persones soles l'11,8% de les quals corresponia a persones de 65 anys o més que vivien soles. El nombre mitjà de persones vivint en cada habitatge era de 2,43 i el nombre mitjà de persones que vivien en cada família era de 2,98.
Per edats la població es repartia de la següent manera: un 23,7% tenia menys de 18 anys, un 7,1% entre 18 i 24, un 30,4% entre 25 i 44, un 22,5% de 45 a 60 i un 16,3% 65 anys o més.
L'edat mediana era de 38 anys. Per cada 100 dones de 18 o més anys hi havia 84,4 homes.
La renda mediana per habitatge era de 36.371 $ i la renda mediana per família de 44.180 $. Els homes tenien una renda mediana de 32.282 $ mentre que les dones 22.176 $. La renda per capita de la població era de 18.603 $. Entorn del 9,5% de les famílies i el 10,5% de la població estaven per davall del llindar de pobresa.

## Poblacions més properes
El següent diagrama mostra les poblacions més properes.